# Eriococcus dennoi
Eriococcus dennoi är en insektsart som först beskrevs av Miller 1993.  Eriococcus dennoi ingår i släktet Eriococcus och familjen filtsköldlöss. Inga underarter finns listade i Catalogue of Life.